# Sarsia fructescens
Sarsia fructescens är en nässeldjursart som först beskrevs av George James Allman 1871.  Sarsia fructescens ingår i släktet Sarsia och familjen Corynidae. Inga underarter finns listade i Catalogue of Life.